# Offset (film)
Offset este un film românesc din 2006 regizat de Didi Danquart. Rolurile principale au fost interpretate de actorii Alexandra Maria Lara, Felix Klare, Răzvan Vasilescu.

## Distribuție
Distribuția filmului este alcătuită din:
- Alexandra Maria Lara — Brândușa Herghelegiu
- Ioana Abur — Christina
- Valentin Plătăreanu — Dl. Herghelegiu
- Marius Chivu — Bodyguard Florin
- Ioana Flora — Asistenta
- Andreea Bibiri — Vânzătoare
- Răzvan Vasilescu — Nicu Iorga
- Alexandru Papadopol — Invitat
- Andi Vasluianu — Bodyguard Costică
- Felix Klare — Stefan Fischer
- Tania Popa — Doamna Iorga
- Valentin Popescu — Cornel Codreanu